# Großreinprechts
Großreinprechts ist ein Ort im Waldviertel in Niederösterreich wie auch Ortschaft und Katastralgemeinde der Marktgemeinde Lichtenau im Waldviertel im Bezirk Krems-Land.

## Geographie
Der Ort Großreinprechts befindet sich im südlichen Zentralwaldviertel, etwa 25 Kilometer nordwestlich von Krems an der Donau und 18 Kilometer südöstlich von Zwettl. Er liegt 6½ Kilometer westlich von Lichtenau auf um die 700 m ü. A. Höhe linksufrig über dem Schluchttal der Großen Krems.
Das Dorf umfasst etwa 90 Adressen mit knapp 200 Einwohnern. Zum Ortschaftsgebiet gehört auch die Bründlmühle unten an der Krems (633 m ü. A.).
Die Katastralgemeinde mit 559.30 Hektar erstreckt sich über knapp 4 Kilometer von den Wäldern an der L76 im Norden über den Glodner Bach, den Kreuzbühel (776 m ü. A.) westlich des Orts, bis zum Pankrazberg (ca. 740 m ü. A.) im Süden. Süd- und Ostgrenze bildet die Krems, bis zur Schlinge unterhalb der Bründlmühle.
Die L76, die das Katastralgebiet am Nordrand quert, ist die Straße von Lugendorf/B36 über Grainbrunn – Lichtenau zur B37 unweit Gföhl. Großreinprechts erreicht man von dort nächst Grainbrunn (L7164) oder bei Gloden (L7163). Diese letztere Straße führt südostwärts weiter über die Kremsbrücke bei der Bründlmühle nach Attenreith und Klein-Heinrichschlag.
| Grainbrunn (O u. KG, Gem. Sallingberg, Bez. Zwettl)      | Gloden (O u. KG)                                  | Kornberg (O u. KG)                                                                                      |
| Großnondorf (O u. KG, Gem. Sallingberg, Bez. Zwettl)     | Kompassrose, die auf Nachbargemeinden zeigt       | Eppenberg ∗ (O u. KG, Gem. Albrechtsberg a.d.Gr.Kr.)                                                    |
| Pfaffenschlag ∗ (O u. KG, Gem. Kottes-Purk, Bez. Zwettl) | Hörans ∗ (O u. KG, Gem. Kottes-Purk, Bez. Zwettl) | Attenreith (O u. KG, Gem. Albrechtsberg a.d.Gr.Kr.) Heitzles ∗ (O u. KG, Gem. Kottes-Purk, Bez. Zwettl) |

∗ Die Orte auf der anderen Kremsseite sind nicht direkt auf der Straße erreichbar.

## Geschichte
Der Ort ist ein Althof der Waldviertel-Besiedelung des Hochmittelalters (13. Jahrhundert). Der Ortsname steht wohl zu einem Gründer namens Reinbrecht/bert. 1429 wurde der Ort erstmals urkundlich als Reinprechtsperg erwähnt. 1457 befinden sich hier schon 2 Höfe, 7 Lehen, 7 Hofstätten und 3 Mühlen.
Von der historischen Pfarre von Großreinprechts, die schon in die Gründungszeit datiert,  wurde 1544 in einem Visitationsprotokoll die Capel S. Grain (Pfarrkirche Grainbrunn) genannt. Diese wurde 1784 eigenständig. Beide gehören bis heute zum Dekanat Zwettl.
Ende des 19. Jahrhunderts hatte der Ort über 300 Einwohner, seither hat die Bewohnerschaft sukzessive abgenommen, der Gebäudestand hat sich aber verdoppelt. Laut Adressbuch von Österreich waren im Jahr 1938 in der Marktgemeinde Großreinprechts ein Bäcker, zwei Gastwirte, zwei Gemischtwarenhändler, ein Schmied, ein Schneider und eine Schneiderin, ein Schuster, ein Tischler, ein Wagner und zahlreiche Landwirte ansässig.

## Kultur und Sehenswürdigkeiten
- Pfarrkirche Großreinprechts: Die Pfarrkirche zum heiligen Veit folgt in ihrem Grundriss dem Romanischen Langhaus. Sehenswert sind der Karner, ein Weihwasserbecken aus dem 13. Jahrhundert sowie die kleine, um 1400 eingewölbte zweijochige Kapelle, ein gotischer Taufstein aus dem 15. Jahrhundert sowie zwei spätbarocke Grabkreuze aus Schmiedeeisen aus der 2. Hälfte des 18. Jahrhunderts.
- Bauernmuseum: Das Museum der Bäuerlichen Gerätschaften in der näheren Umgebung zeigt die Entwicklung und Entstehung von Gerätschaften und Einrichtungsgegenständen. Es widmet sich auch der Bäuerlichen Kunst (Bauernkästen und Truhen, Heiligenbildnisse etc.), welche in der früher bis auf die Städte hauptsächlich bäuerlich, ländlichen Kultur Niederösterreichs eine wichtige kulturelle Rolle bei der Bewahrung des lokalen Brauchtums spielte.

## Nachweise
- 31324 – Lichtenau im Waldviertel. Gemeindedaten der Statistik Austria

1. 1 2 3  Kurt Klein (Bearb.): Historisches Ortslexikon. Statistische Dokumentation zur Bevölkerungs- und Siedlungsgeschichte. Hrsg.: Vienna Institute of Demography [VID] d. Österreichische Akademie der Wissenschaften. Niederösterreich Teil 2, Lichtenau im Waldviertel: Großreinprechts, S. 96 (Onlinedokument, Erläuterungen. Suppl.; beide PDF – o.D. [aktual.]).
Spezielle Quellenangaben: 
Althof: Krawarik: Siedlungsgeschichte, S. 435, FN 728. •
1457: Lehenbuch Ladislaus ́ Posthumus, Notizenblatt 1854, S. 118.
2. ↑  Adressbuch von Österreich für Industrie, Handel, Gewerbe und Landwirtschaft, Herold Vereinigte Anzeigen-Gesellschaft, 12. Ausgabe, Wien 1938 PDF, Seite 266